# D-Cubed
D-Cubed — набор модулей, интегрированных в системы конструкторского и технологического проектирования. С лицензией от Siemens PLM Software модули также применяются в приложениях других разработчиков.
Существует шесть компонентов D-Cubed, используемых преимущественно для разработки CAD/CAM/CAE приложений, включая NX и Solid Edge от Siemens PLM Software, во всех областях геометрического, твердотельного и вариационного/параметрического моделирования.
Функциональные возможности D-Cubed — решения для параметрического черчения, моделирования деталей и сборок, имитации кинематики, контроля столкновений, проверки зазоров и удаления скрытых линий. Приложения включают настройки для машиностроительных CAD/CAM/CAE-систем, проектирования пресс-форм и листовых тел, ферменных конструкций, заводов и кораблей, работы с координатно-измерительными машинами и обратного инжиниринга, создания параметрических библиотек.

## История создания
D-Cubed первоначально был разработан закрытой компанией D-Cubed Limited, которая была основана Джоном Оуэном (John Owen) в 1989 г. в Кембридже. 30 июня 2004 г. компания D-Cubed Limited была приобретена UGS Corp. 7 мая 2007 г. концерн Siemens AG приобрел UGS Corp., а с 1 октября 2007 г. компания стала называться Siemens PLM Software   .

## Программные компоненты D-Cubed
- 2DCM (2D Dimensional Constraint Manager) — программный компонент, управляющий 2D-параметрическими эскизами в 2D и 3D средах.
- 3D DCM (3D Dimensional Constraint Manager) — программный компонент, предназначенный для позиционирования деталей в сборках, моделирования их кинематического движения и параметрического управления конфигурацией в 3D-эскизах.
- PGM (Profile Geometry Manager) — программный компонент, который привносит ряд повышающих производительность инструментальных средств в 2D среды проектирования на базе DCM.
- CDM (the Collision Detection Manager) — программный компонент, позволяющий точно и быстро обнаруживать коллизии и просчитывать зазоры.
- AEM (the Assembly Engineering Manager) — программный компонент, формирующий более реалистичную и производительную среду сборки.
- HLM (the Hidden Line Manager) — программный компонент, просчитывающий виды скрытых линий.

## Применение
D-Cubed используется  большим количеством международных компаний – разработчиков программного обеспечения геометрического моделирования для многих ведущих мировых САПР, систем технологического проектирования и инженерного анализа (CAD/CAM/CAE) 
.